# Jord- och skogsbruksministeriet
Jord- och skogsbruksministeriet (finska Maa- ja metsätalousministeriö), före 1971 lantbruksministeriet, är ett ministerium i Finland som utgör en del av statsrådet.
Ministeriet leds av Jord- och skogsbruksministern, som i regeringen Orpo är Sari Essayah från Kristdemokraterna.

## Ansvarsområden
Till ministeriets ansvarsområde hör:
- jordbruk
- utveckling av landsbygden
- skogsbruk
- fiskerinäring, vilthushållning, renhushållning
- säkerhet och kvalitet i fråga om livsmedlen och produktionsförnödenheterna inom jordbruket, djurens hälsa och välfärd samt växthälsa
- lantmäteri och samanvändningen av geografisk information
- vattenhushållningen